# Arts et Métiers ParisTech
Arts et Métiers ParisTech, pełna nazwa École nationale supérieure d'arts et métiers, skrótowiec ENSAM – francuska politechnika z siedzibą w Paryżu, założona w 1780 roku. Działalność dydaktyczną prowadzi w ośmiu kampusach i trzech instytutach rozlokowanych na terytorium Francji.
Na uczelni kształci się około 6000 studentów i wydaje ona około 2000 dyplomów rocznie. Od momentu założenia opuściło ją ponad 100 000 inżynierów.